# سیارک ۱۹۹۱۹
سیارک ۱۹۹۱۹ (به انگلیسی: 19919 Pogorelov، نامگذاری:1977TQ6)۱۹۹۱۹مین سیارک کشف شده‌است که در ۰۸ اکتبر ۱۹۷۷ کشف شد.